# Kiskunmajsa
Kiskunmajsa is een stad (város) en gemeente in het Hongaarse comitaat Bács-Kiskun. Kiskunmajsa telt 10.898 inwoners (2021).